# ひかわ玲子
ひかわ 玲子（ひかわ れいこ、1958年5月17日 - ）は、日本の小説家。東京都豊島区出身、東京都在住。早稲田大学社会科学部卒業。
日本SF作家クラブ、日本推理作家協会会員。

## 経歴
本名：渡辺かおる。音楽評論家の渡辺茂の子として、東京都に生まれる。恵泉女学園中学校・高等学校を経て、早稲田大学を卒業。父がSF同人誌『宇宙塵』の同人であったため、幼い頃からSFやファンタジーに親しんだ。
学生時代はワセダミステリクラブに在籍しており、また、小谷真理らが参加していたファンタジー系サークル「ローラリアス」にも参加。後に「ローラリアス」の副幹事も経験している。ともに伯父である推理作家の氷川瓏と渡辺剣次の影響を受け、自らも小説を書いた。筆名はこの年長の方の伯父に因む（「ひかわ（氷川）」「玲子（玲瓏：玉などが透き通るように美しいさま。）」）。
レコード会社のプロモーター、ライターを経て、M・Z・ブラッドリーの『ヘラーズの冬』『ホークミストレス』を共訳（氷川玲子名義）。1988年、「バセット英雄伝 エルヴァーズ」を『ドラゴンマガジン』に連載し、小説家デビューした。「女戦士エフェラ＆ジリオラ」や「三剣物語」などのシリーズがあり、剣や魔法が登場するファンタジー（ヒロイック・ファンタジー）を得意とする。
なお、1988年に最初の著書（『グラフトンの三つの流星』）を刊行した彼女が、それを持って既に病床にいた伯父、氷川瓏を訪ねたところ、瓏はわがことのように喜んだという。

## 作品リスト

### 翻訳
氷川玲子名義
- ダーコーヴァ年代記（マリオン・ジマー・ブラッドリー著、東京創元社〈創元推理文庫〉）
  1. ヘラーズの冬（1987年11月、宇井千史との共訳、ISBN 4-488-69014-9）
  2. ホークミストレス 上（1988年6月、中原尚哉との共訳、ISBN 4-488-69019-X）
  3. ホークミストレス 下（1988年7月、中原尚哉との共訳、ISBN 4-488-69020-3）

ひかわ玲子名義
- 魔法都市ライアヴェック 1 いにしえの呪い（ウィル・シェタリー、エンマ・ブル編、1989年4月、社会思想社、井辻朱美らと共訳、ISBN 4-390-11291-0）

### オリジナル作品
ジュブナイル・ファンタジー
- 女戦士エフェラ&ジリオラ（1988年12月 - ）
- エルヴァーズ バセット英雄伝（1990年4月 - 1992年5月、富士見書房〈富士見ファンタジア文庫〉） [4]
  1. 天空の神火（1990年4月、ISBN 4-8291-2314-1）
  2. 灼熱の大地（1990年6月、ISBN 4-8291-2364-8）
  3. 紅蓮の巨人 上（1991年12月、ISBN 4-8291-2420-2）
  4. 紅蓮の巨人 下（1992年5月、ISBN 4-8291-2438-5）
- 龍の七部族（1990年8月 - 1999年6月）
  - 朝日ソノラマ〈ソノラマ文庫〉
    1. 風雲の七公子（1990年8月、ISBN 4-257-76526-7）
    2. 暁の攻防（1991年10月、ISBN 4-257-76571-2）
    3. 碧星の娘（1996年3月、ISBN 4-257-76776-6）
    4. 北の狼将軍（1997年8月、ISBN 4-257-76801-0）
    5. 竜の地平（1999年6月、ISBN 4-257-76860-6）

  - 朝日出版社〈朝日ノベルズ〉
    1. ＜水方郭＞、陥つ（2008年10月、ISBN 978-4-02-273902-5）
    2. 北星の門（2008年11月、ISBN 978-4-02-273904-9）
    3. 竜の地平（2008年12月、ISBN 978-4-02-273907-0）
- 三剣物語（1990年9月 - 1994年3月、角川書店〈角川スニーカー文庫〉）
  1. 炎の剣（1990年9月、ISBN 4-04-412201-6）
  2. 氷の剣（1991年3月、ISBN 4-04-412202-4）
  3. 大地の剣（1991年10月、ISBN 4-04-412203-2）
  4. 外伝 マーシリアのぬいぐるみ戦争（1994年3月、ISBN 4-04-412205-9）
- 竜の聖域（〈富士見ファンタジア文庫〉）
- ラヴェンダー野のユニコーン（イラスト ほたか乱、1992年8月 - 1996年9月、集英社〈コバルト文庫〉）
  1. ラヴェンダー野のユニコーン（1992年8月、ISBN 4-08-611669-3）
  2. パールピンクな妖精（1993年9月、ISBN 4086117789）
  3. スターライトに濡れて（1994年8月、ISBN 4086118874）
  4. 碧のムーン・ラビリンス（1995年9月、ISBN 4086141086）　
  5. 薔薇月夜のプリンセス（1996年9月、ISBN 4086142376）
- 太陽の娘（1992年10月 - 2002年12月）
  - 角川書店〈角川ノベルズ〉
    1. 木の国の媛（1992年10年、ISBN 4-04-783501-3）

  - 徳間書店〈徳間デュアル文庫〉
    1. 木の国の媛（2002年1月、ISBN 4-19-905096-5）
    2. 根の国の御子（2002年3月、ISBN 4-19-905103-1）
    3. 大和の国の王（2002年12月、ISBN 4-19-905133-3）
- 百星聖戦紀（1992年12月 - 2005年8月、富士見書房〈富士見ファンタジア文庫〉）
  1. イルディガルの風雲（1992年12月、ISBN 4-8291-2480-6）
  2. ローゼンの天使（1994年2月、ISBN 4-8291-2531-4）
  3. サラディガの妖星・ル・ルーの五乱星（1994年7月、ISBN 4-8291-2560-8）
  4. ルーンガルドの華（1995年3月、ISBN 4-8291-2619-1）
  5. 紅海の七星（1995年12月、ISBN 4-8291-2660-4）
  6. ロイエーヌの風・女神ミルラの戦士（1997年12月、ISBN 4-8291-2782-1）
  7. 女神の涙（1998年11月、ISBN 4-8291-2852-6）
  8. 群星、集う！（1999年7月、ISBN 4-8291-2903-4）
  9. 宿命の絆（2001年6月、ISBN 4-8291-1356-1）
  10. リム・アースの空へ！（2005年8月、ISBN 4-8291-1743-5）
- コスモ・ホッケー・イレブン！―銀河大戦紀（1993年2月、集英社スーパーファンタジー文庫、ISBN 4-08-613100-5）
  - 流星のレクイエム コスモホッケーイレブン！（2009年11月 - 2010年11月、朝日出版社〈朝日ノベルズ〉）
    1. 2009年11月、ISBN 978-4-02-273927-8
    2. 2010年5月、ISBN 978-4-02-273930-8
    3. 2010年11月、ISBN 978-4-02-273952-0
- 魔幻境綺譚（1993年3月 - 1996年8月、角川書店〈角川スニーカー文庫〉）
  1. 妖手の守護者（1993年3月、ISBN 4-04-412204-0）
  2. 暗黒の秘儀（1995年9月、ISBN 4-04-412206-7）
  3. 冥界の門（1996年8月、ISBN 4-04-412207-5）
- クリセニアン年代記（1993年8月 - 2002年1月、小学館〈小学館キャンバス文庫〉）
  1. 天を継ぐ者（1993年8月、ISBN 4-09-430021-X）
  2. 邪眼の美皇子（1994年1月、ISBN 4-09-430022-8）
  3. エルメールの虜囚（1994年6月、ISBN 4-09-430023-6）
  4. 月影の暗殺者（1994年10月、ISBN 4-09-430024-4）
  5. 水晶の谷を越えて（1995年1月、ISBN 4-09-430025-2）
  6. 蒼き若鹿の風（1995年9月、ISBN 4-09-430026-0）
  7. 琥珀の結界（1996年1月、ISBN 4-09-430027-9）
  8. 純白の花嫁（1996年5月、ISBN 4-09-430028-7）
  9. 緋の逃避行（1996年9月、ISBN 4-09-430029-5）
  10. 黄金の呪縛師（1997年1月、ISBN 4-09-430030-9）
  11. 闇聖神殿の祈り（1997年8月、ISBN 4-09-430381-2）
  12. 凍れる都（1998年1月、ISBN 4-09-430382-0）
  13. 神よりも深き闇（1998年7月、ISBN 4-09-430383-9）
  14. 囚われの翼（1998年11月、ISBN 4-09-430384-7）
  15. 千の暁の彼方に（1999年2月、ISBN 4-09-430385-5）
  16. 果てなき祈りの声（1999年9月、ISBN 4-09-430386-3）
  17. 勝利の夢ははばたく（2001年12月、ISBN 4-09-430387-1）
  18. 天の扉が開く時（2002年1月、ISBN 4-09-430388-X）
- 九大陸物語（1997年9月 - 2000年8月、角川書店〈角川スニーカー文庫〉）
  1. 七つの杖（1997年9月、ISBN 4-04-412208-3）
  2. 風の島（1999年1月、ISBN 4-04-412209-1）
  3. 知恵の柱（2000年8月、ISBN 4-04-412210-5）

- クリセニアン夢語り（2007年5月 - 2009年1月、小学館〈ルルル文庫〉）
  1. エル・デオの眠れる王に（2007年5月、ISBN 978-4-09-452004-0）
  2. 眠れる神々の道へ（2007年8月、ISBN 978-4-09-452022-4）
  3. 西方の夢に棲む姫君（2007年12月、ISBN 978-4-09-452043-9）
  4. 遥けき黄金の都の調べ（2008年5月、ISBN 978-4-09-452062-0）
  5. 氷壁に輝く双つ星（2008年9月、ISBN 978-4-09-452079-8）
  6. 輝ける魔都の恋歌（2009年1月、ISBN 978-4-09-452099-6）
- ヤンノレク騎士団年代記（2005年4月 - 8月、小学館〈パレット文庫〉）
  1. 緑なす丘に我らは歌う（2005年4月、ISBN 4-09-421442-9）
  2. 花の告げし人を称えよ（2005年6月、ISBN 4-09-421443-7）
  3. 金の果実に祈りを捧げ（2005年8月、ISBN 4-09-421444-5）

- ゴッデス!（「Novel JAPAN」→「キャラの!」、ホビージャパン〈HJ文庫〉）
  1. 女神さまって大変なの♪（2007年4月、ISBN 978-4-89425-538-8）
  2. 美少年のお世話って大変なの!!（2008年3月、ISBN 978-4-89425-675-0）
  3. 最終戦争って大変なの!!!（2008年11月、ISBN 978-4-89425-784-9）

神話・伝説を基にしたファンタジー
- イスの姫君（イラスト 松元霊古、1993年4月、ISBN 4048523953 、KADOKAWA〈あすかコミックスDX〉）
- アーサー王宮廷物語（2006年2月 - 4月、筑摩書房）
  1. キャメロットの鷹（2006年2月25日発行、ISBN 4-480-80401-3）
  2. 聖杯の王（2006年3月、ISBN 4-480-80402-1）
  3. 最後の戦い（2006年4月、ISBN 4-480-80403-X）

一般向けファンタジー
- 銀色のシャヌーン（1990年11月 - 1995年5月、徳間書店〈トクマノベルス〉）
  1. 1990年12月、ISBN 4-19-154393-8
  2. 月の夢・夢の一夜（1992年5月、ISBN 4-19-154861-1）
  3. フェンディットの恋歌 上（1995年5月、ISBN 4-19-850218-8）
  4. フェンディットの恋歌 下（1995年10月、ISBN 4-19-850262-5）
- 闇の守り
  - 徳間書店〈トクマノベルス〉（1991年6月 - 1993年3月）

  1. 闇の守り 上（イラスト 小林智美、1991年6月、ISBN 4191545779）
  2. 闇の守り 下（イラスト 小林智美、1993年3月、ISBN 4191551310）

  - 徳間書店〈徳間文庫〉（1996年6月 - 7月）

  1. 闇の守り 上（1996年6月、ISBN 978-4198905217）
  2. 闇の守り 下（1996年7月、ISBN 978-4198905361）
- 美族（1993年3月 - 1997年7月、光文社〈光文社文庫〉）
  1. 妖かしの館（1993年3月、ISBN 4-334-71670-9）
  2. 惑乱の華（1995年3月、ISBN 4-334-72016-1）
  3. 至宝の佳人（1997年7月、ISBN 4-334-72439-6）
- 少女の王国（1993年12月、実業之日本社 ISBN 978-4408532141）
- エンジェル（イラスト 森脇真末味、 1995年6月、実業之日本社〈ジョイ・ノベルス〉、ISBN 4408502685）
- 私はウサギ 千野姉妹のルナティックな毎日（イラスト 伊藤正道、1995年10月、中央公論新社、ISBN 4120024865）
- 千の夜の還る処（1998年6月、富士見書房〈ファンタジー・エッセンシャル〉ISBN 4-82-917368-8）
- 魔法のお店（1992年11月 - 2002年5月、講談社〈講談社ノベルス〉）
  1. 1992年11月、ISBN 4-06-181644-6
  2. 妖精たちの扉（1993年5月、ISBN 4-06-181686-1）
  3. 1995年11月、ISBN 4-06-263110-5

児童向け
- アダルミシアの大切なお友達（2012年11月、イラスト 蕗野冬、ジャイブ〈カラフル文庫〉、ISBN 978-4861761393）

### 小説化
- くるみ割り人形/白鳥の湖 バレエ名作物語（2012年11月、集英社〈集英社みらい文庫〉、ISBN 978-4-08-321126-3）

### ファンタジー論
- ひかわ玲子のファンタジー私説（1999年7月、東京書籍、ISBN 978-4487794164）

### 寄稿誌・アンソロジー・同人誌
- トリップ世代のエターナル・チャンピオン（『幻想文学』19号、1987年7月） - 寄稿
- 読書メモ エキゾチズム・幻想（『幻想文学』25号、1989年3月） - 寄稿
- ビー玉の夢（『奇妙劇場 vol.3』、1991年1月、太田出版） - 寄稿
- ク・ムーンの裔（『ファンタジー王国 2』、1991年3月、カドカワノベルズ） - 寄稿
- 蘇るアーサー王伝説（『ユリイカ』第23巻第10号、1991年9月） - 寄稿
- Hi!JOURNAL OPENNING ESSAY」（『S-Fマガジン』第32巻第10号、1991年10月） - 寄稿
- 光の言葉（『ザ・ファンタジー 1』、1993年4月、カドカワノベルズ） - 寄稿
- 追っ掛け☆香港dream（『竜虎酔夢：チャイナ・ファンタジア』、1995年9月、カドカワノベルズ） - 寄稿
- マイ・ベストFT Part2（『S-Fマガジン』第36巻第1号、1995年1月） - 寄稿
- 少女の行方 享楽する少女達（『imago』第6巻第4号、青土社、1995年4月）
- 緊急フォーラム SFの現在を考える（最終回）誰が日本SFを書いても良いはずだ」（『S-Fマガジン』第38巻第10号、1997年10月） - 寄稿
- 花の楽土（『カサブランカ革命：百合小説の誘惑』、1998年12月、イースト・プレス）- 寄稿
- 生け贄（『異形コレクション 12 GOD』井上雅彦編、1999年9月、廣済堂文庫）- 寄稿
- 話してはいけない（『異形コレクション 15 宇宙生物ゾーン』井上雅彦編、2000年3月、廣済堂文庫） - 寄稿
- ビー玉の夢（『異形アンソロジータロット・ボックス 3 吊るされた男』井上雅彦編、2001年6月、角川ホラー文庫）再録
- エデンに還れ（『S-Fマガジン』） - 寄稿
  1. 第42巻第8号、2001年8月
  2. 第42巻第10号、2001年10月
  3. 第42巻第12号、2001年12月
  4. 第43巻第2号、2002年2月
  5. 第43巻第4号、2002年4月
  6. 第43巻第6号、2002年6月
  7. 第43巻第8号、2002年8月
  8. 第43巻第10号、2002年10月
  9. 第43巻第12号、2002年12月
- 黄金の王国（『異形コレクション 21 マスカレード』井上雅彦編、2002年1月、光文社文庫）寄稿
- インタビュー 象徴としてのユニコーン ファンタジーにとって幻獣とは何か（『幻想文学』64号、2002年7月）寄稿
- アダルミシアの大切なお友達（『ヒント?：カラフル文庫アンソロジ－ Vol.9』、2005年7月、ジャイブ） - 寄稿
- Rolarious : 30th anniversary vol. 10（あずみさき共編、2008年8月） - 発行、編集
- リヴンデルの哀しみの王（『きつねこタルト：召しませロマンス♥ 』vol. 4、2011年、きつねこ本舗〈同人誌〉） - 寄稿
- 草原の風（『グイン・サーガ・ワールド：グイン・サーガ続篇プロジェクト 6』天狼プロダクション、2012年12月、早川書房）
- リヴンデルの哀しみの王 2（『きつねこタルト：召しませロマンス♥ 』vol. 5、2012年8月、きつねこ本舗〈同人誌〉） - 寄稿
- 猫の風景（『ファンタスティック・ヘンジ』、2012年11月、変タジー同好会（同人誌）） - 寄稿
- リヴンデルの哀しみの王 3（『きつねこタルト：召しませロマンス♥ 』vol. 6、2012年12月、きつねこ本舗〈同人誌〉） - 寄稿
- アフリカの誘惑：映画で旅するアフリカの歴史（翡翠楼） - 共著発行
  1. 1（2013年8月）
  2. 2-1（2014年8月）
  3. 2-2（2014年8月）
- アザーズ（『きつねこタルト：召しませロマンス♥ 』vol. 7 、2013年8月、きつねこ本舗〈同人誌〉）- 寄稿
- ふたりの王（『Hobbit : Thorin Oakenshield fan book』2013年12月）- 寄稿
- リヴンデルの哀しみの王 4（『きつねこタルト：召しませロマンス♥ 』vol. 8、2013年12月、きつねこ本舗〈同人誌〉） - 寄稿
- 指輪夜話：the stories of middle-earth（ひかわ玲子プロジェクト：短編5作収録、2014年8月）- 発行
- 恋のから騒ぎ（『きつねこタルト：召しませロマンス♥ 』vol. 9、2014年8月、きつねこ本舗〈同人誌〉） - 寄稿
- ひかわ玲子ペーパー 2014年冬コミ号（ひかわ玲子プロジェクト、2014年12月） - 発行
- 長崎は今日も晴だった（『きつねこタルト：召しませロマンス♥ 』vol. 10 、2014年12月、きつねこ本舗〈同人誌〉） - 寄稿